# Kawhi Leonard
Kawhi Anthony Leonard (Riverside, 29 giugno 1991) è un cestista statunitense che gioca come ala piccola/ala grande nei Los Angeles Clippers.
È considerato uno dei migliori cestisti della sua generazione nonché uno dei migliori difensori perimetrali di sempre. Ha vinto il titolo nelle stagioni 2013-14 con i San Antonio Spurs e nel 2018-19 con i Toronto Raptors venendo eletto entrambe le volte MVP delle finali, il che lo rende uno dei soli tre giocatori nella storia, insieme a Kareem Abdul-Jabbar e LeBron James, a vincere questo premio con squadre diverse e il primo a vincerlo in squadre di conference diverse (Eastern e Western), traguardo eguagliato poi da LeBron James.

## Caratteristiche tecniche
È soprannominato The Claw (in italiano L'Artiglio) per la sua capacità di arpionare la palla grazie alla dimensione delle sue mani.
Noto per le sue eccezionali abilità in fase difensiva, tanto da essere stato insignito per due volte del premio di miglior difensore dell'anno (nel 2015 e nel 2016), è anche un ottimo realizzatore: proprio la sua completezza su entrambi i lati del campo ha portato Michael Jordan (a cui è stato paragonato) a definirlo il miglior giocatore della Lega nel coniugare attacco e difesa.
Oltre che per le abilità mostrate in campo, è noto per il suo comportamento tranquillo e riservato. Rilascia raramente interviste ed evita domande sulla sua vita privata. Lui stesso ha affermato di non utilizzare i social media.

## Carriera

### High school
Ha frequentato la Martin Luther King High School, nella sua città natale alle porte di Los Angeles. Nel 2009, da senior, è stato nominato Mr. Basketball California e si è collocato alla quarantottesima posizione nella classifica dei migliori giocatori in prospettiva della nazione dalla rivista Rivals.com.

### College
Al primo anno alla San Diego State realizza una media di 12,7 punti e di 9,9 rimbalzi a partita. Nel 2010 viene nominato "Mountain West Conference Men's Basketball Tournament MVP".

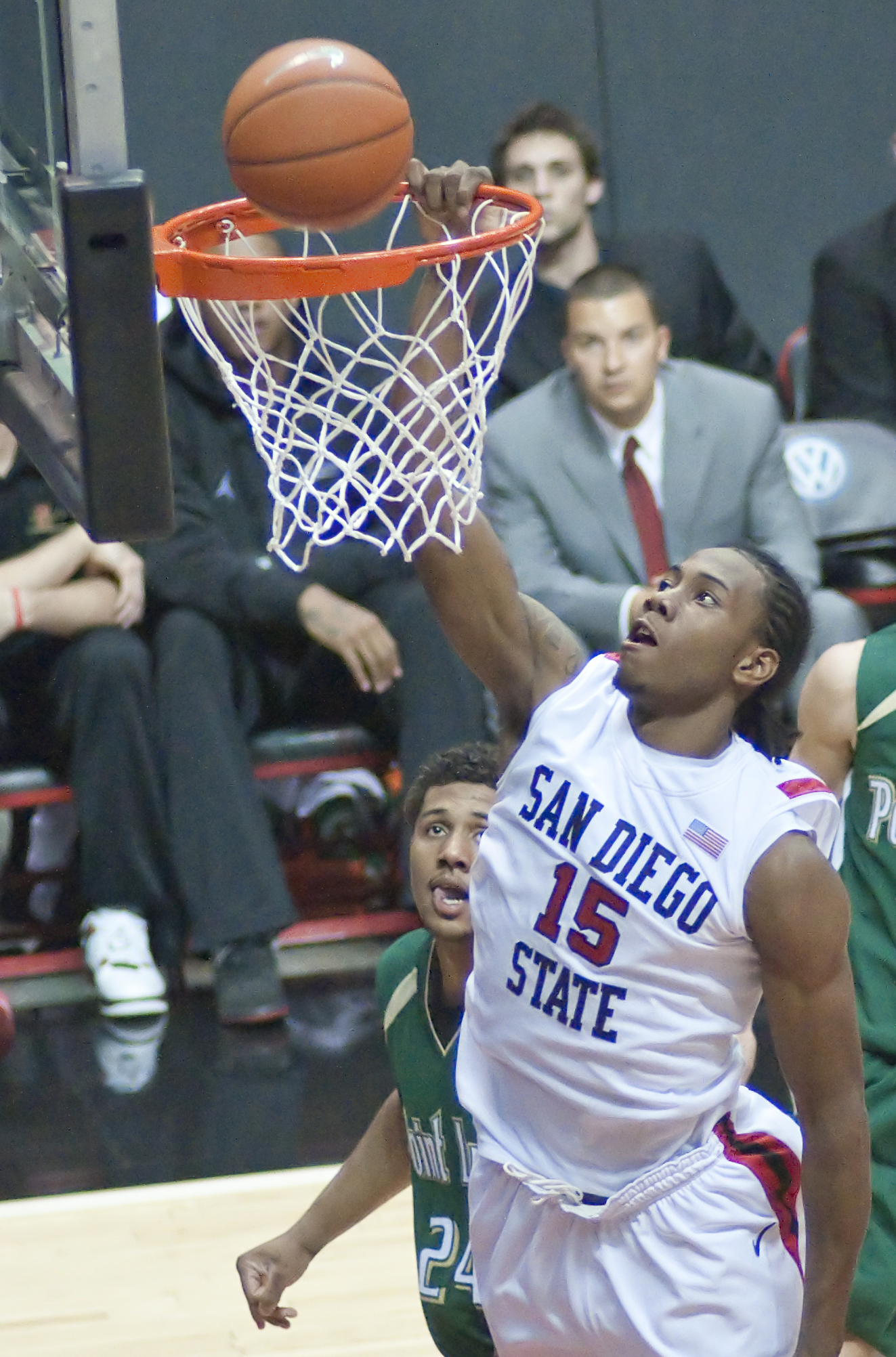
Kawhi Leonard a San Diego State

### NBA

#### San Antonio Spurs (2011-2018)

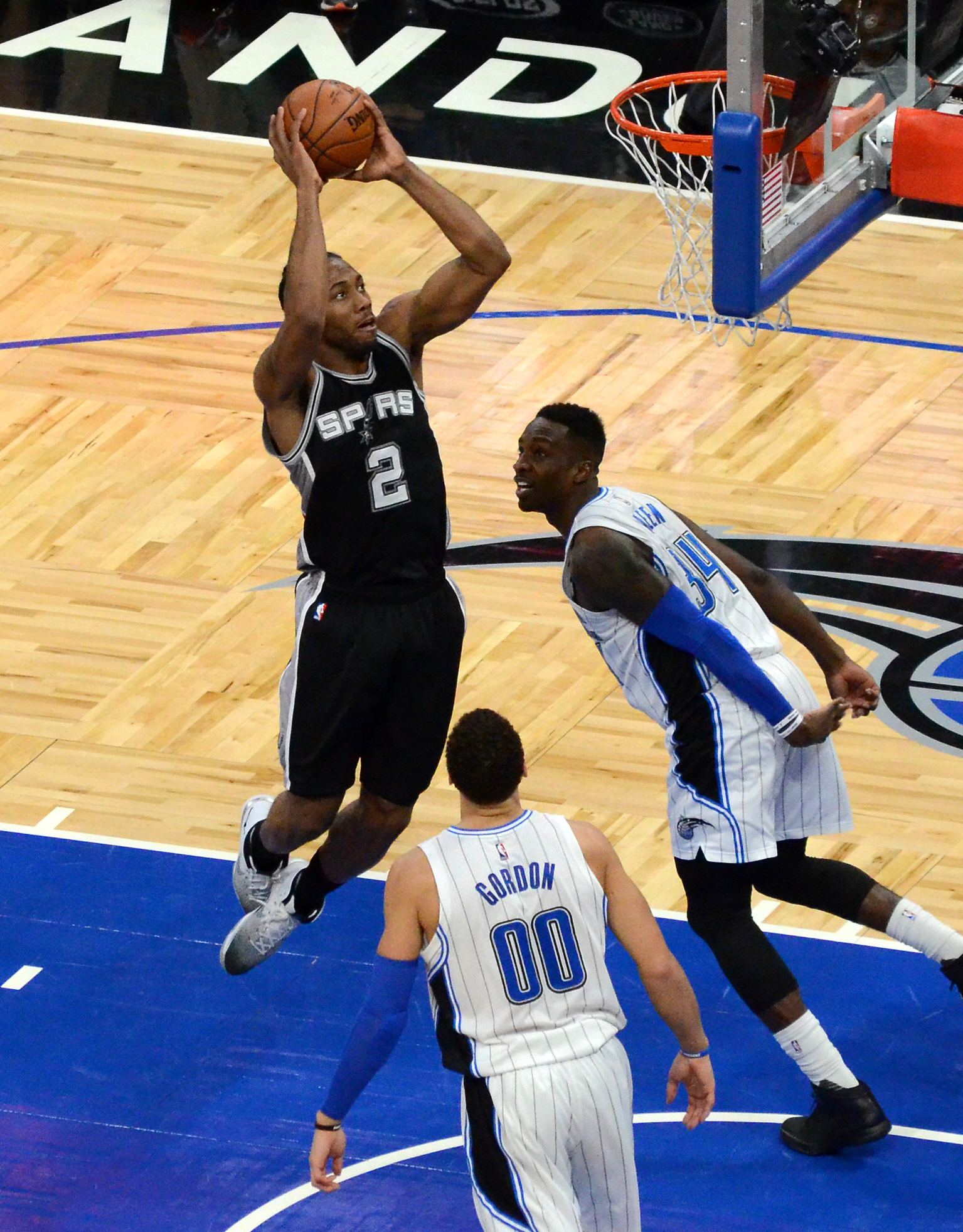
Leonard nel 2017 agli Spurs

Viene selezionato come 15ª scelta assoluta al draft NBA 2011 dagli Indiana Pacers, ma viene ceduto ai San Antonio Spurs in una complessa operazione per portare in Indiana George Hill, firmando con gli Spurs subito dopo la fine del lockout. Durante l'assenza, causa infortunio, di Emanuel Ginóbili, Gregg Popovich prova Leonard come suo sostituto nel quintetto base. Lui e il compagno di squadra Tiago Splitter vengono anche selezionati per giocare nel Rising Stars Challenge del 2012 come membri del Team Chuck di Charles Barkley. Successivamente, anche per via dell'ascesa di Danny Green e dell'acquisto di Stephen Jackson, Leonard ha cambiato ruolo, diventando l'ala piccola del quintetto base degli speroni.
Si classifica quarto nella corsa all'NBA Rookie of the Year Award, ricevendo qurantasette voti, e viene selezionato per l'All-Rookie First Team. Al termine della stagione, viene scelto per giocare nello USA Men’s Select Team, partecipando a un training camp contro la Nazionale statunitense.
La stagione 2013-14 sarà l'anno della consacrazione per Leonard: grazie infatti alle sue ottime prestazioni in regular season e, soprattutto, nei playoffs, il giocatore conduce gli Spurs al loro quinto titolo. Il 10 giugno 2014, nella terza gara delle finals contro Miami, mette a segno un career high di 29 punti che permette alla sua squadra di vincere per 111-92. Le sue giocate (17,8 punti a partita con il 61% dal campo) e l'ottima marcatura su LeBron James nelle cinque partite contro gli Heat gli permetteranno di essere nominato MVP delle Finals a 22 anni e 350 giorni, diventando il terzo più giovane di sempre a vincere questo titolo dietro ai soli Magic Johnson e il compagno di squadra Tim Duncan.
Al termine di un'ottima stagione 2014-15, in cui si laurea Defensive Player Of The Year, rinnova con gli Spurs per un periodo di cinque anni, con un contratto da 90 milioni di dollari. Vincerà il premio di miglior difensore dell'anno anche nella stagione successiva, arrivando inoltre secondo nella corsa al premio di MVP, dietro Stephen Curry. Il 26 ottobre 2016 all'opening night mette a referto il suo career high di 35 punti, nella vittoria per 129-100 contro i Golden State Warriors, che ritoccherà nella partita contro i Cleveland Cavaliers, segnandone 41.

#### Toronto Raptors - Il secondo anello (2018-2019)

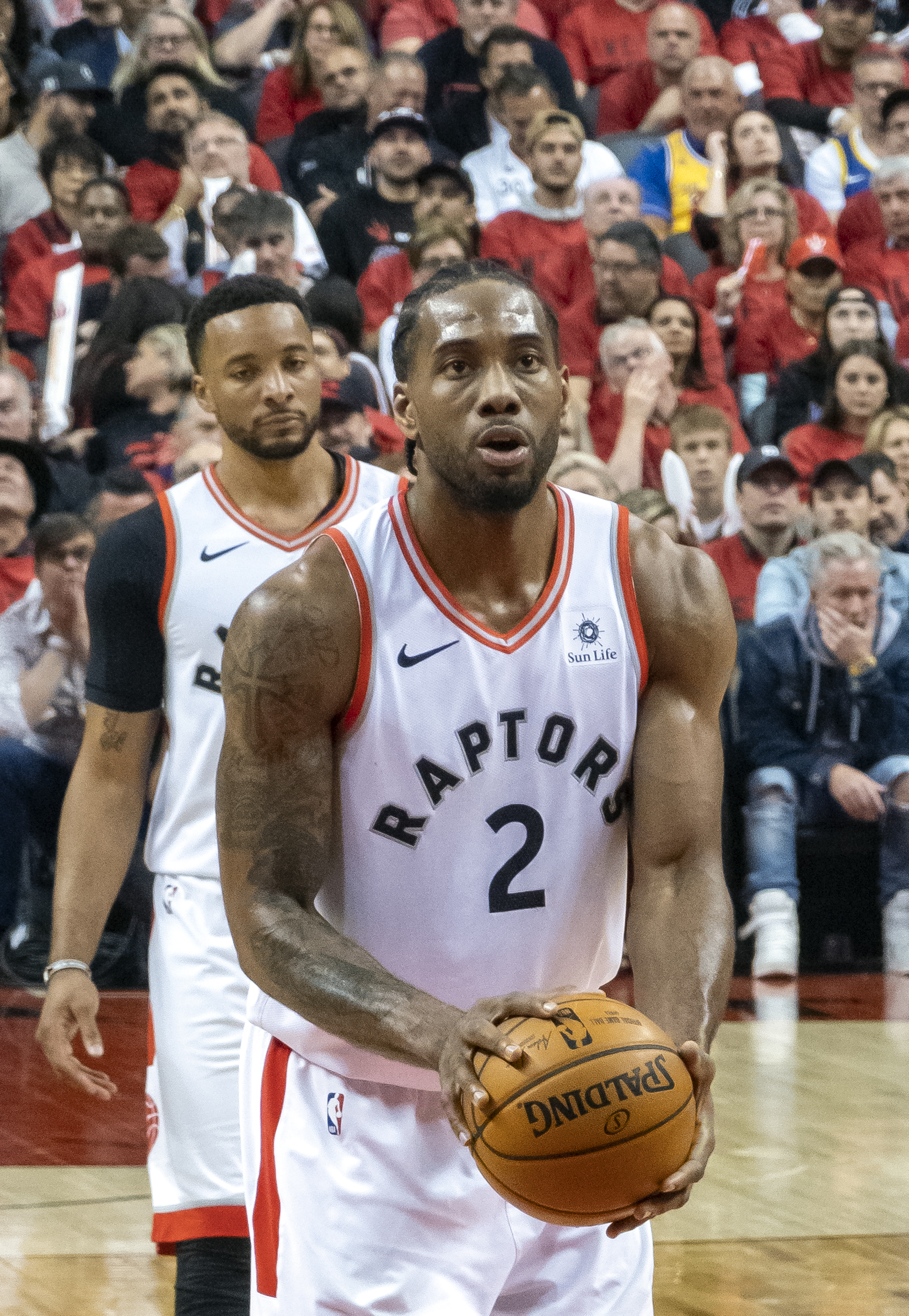
Kawhi durante le finals del 2019

Il 18 luglio 2018, dopo lunghe controversie con la dirigenza di San Antonio legate alla condizione fisica del giocatore (pronto, secondo lo staff medico della squadra, per tornare a giocare, a differenza di quanto ritenuto dal giocatore stesso e dal suo personale staff medico) Leonard viene scambiato insieme a Danny Green e 5 milioni di dollari, in cambio di DeMar DeRozan, Jakob Pöltl e una scelta protetta al Draft 2019, diventando così un giocatore dei Toronto Raptors. Esordisce da titolare il 14 ottobre nella prima partita stagionale dei canadesi vinta per 116-104 contro i Cleveland Cavaliers, finalisti della passata stagione e orfani della loro ex stella LeBron James, realizzando una doppia doppia con 24 punti e 12 rimbalzi. Il 1º gennaio 2019 aggiorna, con 45 punti e una percentuale di tiro del 72,7%, il suo career high nella vittoria ai danni degli Utah Jazz senza mettere a segno alcun tiro da tre punti. Il 24 gennaio viene eletto dal pubblico nel quintetto titolare della Eastern conference per prendere parte all'NBA All-Star Game (terza volta per lui), venendo selezionato nel Team LeBron. Gioca 60 partite con le medie di 26,6 punti, 7,3 rimbalzi e 3,3 assist a partita, trascinando i Raptors al secondo posto della Eastern Conference e venendo incluso nel secondo quintetto All-NBA.
Durante i play-off i Raptors eliminano i Magic in cinque partite, per poi sconfiggere i 76ers in sette gare con un suo buzzer-beater dall'angolo. Nelle finali di Conference i Raptors incontrano i Bucks, trascinati da Giannis Antetokounmpo. Dopo essere andati sotto 0-2, Toronto riesce a vincere quattro partite consecutive (con lo straordinario apporto offensivo e difensivo di Leonard), approdando per la prima volta nella sua storia alle Finali NBA. In finale i Raptors trovano i Golden State Warriors, campioni in carica, privi però della superstar Kevin Durant. Toronto si laurea campione in sei partite, con Leonard che, dopo alcune ottime prestazioni, viene nominato MVP delle Finals per la seconda volta in carriera, diventando il terzo giocatore della storia a vincere il premio con due squadre diverse.

#### Los Angeles Clippers (2019-)
Dopo aver incontrato nei primi giorni di free agency i dirigenti dei Toronto Raptors, dei Los Angeles Lakers e dei Los Angeles Clippers, Leonard annuncia la sua intenzione di firmare con quest’ultimi un contratto da tre anni (con opzione sul terzo) da 109 milioni di dollari, dopo essersi assicurati le prestazioni dell’All-Star Paul George, personalmente convinto da Leonard a chiedere il trasferimento ai Clippers.
Il 21 novembre 2019, alla 15ª gara stagionale, la coppia Leonard-George debutta insieme con la maglia dei Los Angeles Clippers. Entrambi i compagni giocano una partita vincente, che si conclude con 17 punti per Leonard, unitamente a 25 punti e 8 assist per George. Il 24 gennaio realizza la sua prima tripla-doppia in carriera con 33 punti, 10 rimbalzi e 10 assist nella vittoria 122-117 contro i Miami Heat. L'11 gennaio 2021 Leonard, nella partita vinta contro i Chicago Bulls, segna 35 punti, raggiungendo i 10.000 punti in carriera entrando così tra i migliori marcatori NBA.

### Nazionale
Convocato nel roster per le olimpiadi di Parigi, è costretto a dare forfait causa infortunio a poche settimane dalla manifestazione iridata.

## Statistiche
| † | Denota una stagione in cui ha vinto il titolo |
| * | Primo nella lega                              |

### NCAA
| Anno      | Squadra     | PG | PT | MP   | TC%  | 3P%  | TL%  | RP   | AP  | PRP | SP  | PP   |
| --------- | ----------- | -- | -- | ---- | ---- | ---- | ---- | ---- | --- | --- | --- | ---- |
| 2009-2010 | SDSU Aztecs | 34 | 33 | 31,3 | 45,5 | 20,5 | 72,6 | 9,9  | 1,9 | 1,4 | 0,7 | 12,7 |
| 2010-2011 | SDSU Aztecs | 36 | 36 | 32,6 | 44,4 | 29,1 | 75,9 | 10,6 | 2,5 | 1,4 | 0,6 | 15,4 |
| Carriera  | Carriera    | 70 | 69 | 31,9 | 44,9 | 25,0 | 74,4 | 10,2 | 2,2 | 1,4 | 0,6 | 14,1 |

#### Massimi in carriera
- Massimo di punti: 45 vs Utah Jazz 1 gennaio 2019)[46]
- Massimo di rimbalzi: 21 vs Nevada-Las Vegas (13 marzo 2010)
- Massimo di assist: 5 (3 volte)
- Massimo di palle rubate: 4 (2 volte)
- Massimo di stoppate: 3 vs Tennessee (18 marzo 2010)
- Massimo di minuti giocati: 46 vs Temple (19 marzo 2011)

### NBA

#### Regular Season
| Anno       | Squadra           | PG  | PT  | MP   | TC%  | 3P%  | TL%  | RP  | AP  | PRP  | SP  | PP   |
| ---------- | ----------------- | --- | --- | ---- | ---- | ---- | ---- | --- | --- | ---- | --- | ---- |
| 2011-2012  | San Antonio Spurs | 64  | 39  | 24,0 | 49,3 | 37,6 | 77,3 | 5,1 | 1,1 | 1,3  | 0,4 | 7,9  |
| 2012-2013  | San Antonio Spurs | 58  | 57  | 31,2 | 49,4 | 37,4 | 82,5 | 6,0 | 1,6 | 1,7  | 0,6 | 11,9 |
| 2013-2014† | San Antonio Spurs | 66  | 65  | 29,1 | 52,2 | 37,9 | 80,2 | 6,2 | 2,0 | 1,7  | 0,8 | 12,8 |
| 2014-2015  | San Antonio Spurs | 64  | 64  | 31,8 | 47,9 | 34,9 | 80,2 | 7,2 | 2,5 | 2,3* | 0,8 | 16,5 |
| 2015-2016  | San Antonio Spurs | 72  | 72  | 33,1 | 50,6 | 44,3 | 87,4 | 6,8 | 2,6 | 1,8  | 1,0 | 21,2 |
| 2016-2017  | San Antonio Spurs | 74  | 74  | 33,4 | 48,5 | 38,1 | 88,0 | 5,8 | 3,5 | 1,8  | 0,7 | 25,5 |
| 2017-2018  | San Antonio Spurs | 9   | 9   | 23,3 | 46,8 | 31,4 | 81,6 | 4,7 | 2,3 | 2,0  | 1,0 | 16,2 |
| 2018-2019† | Toronto Raptors   | 60  | 60  | 34,0 | 49,6 | 37,1 | 85,4 | 7,3 | 3,3 | 1,8  | 0,4 | 26,6 |
| 2019-2020  | L.A. Clippers     | 57  | 57  | 32,4 | 47,0 | 37,8 | 88,6 | 7,1 | 4,9 | 1,8  | 0,6 | 27,1 |
| 2020-2021  | L.A. Clippers     | 52  | 52  | 34,1 | 51,2 | 39,8 | 88,5 | 6,5 | 5,2 | 1,6  | 0,4 | 24,8 |
| 2021-2022  | L.A. Clippers     | -   | -   | -    | -    | -    | -    | -   | -   | -    | -   | -    |
| 2022-2023  | L.A. Clippers     | 52  | 50  | 33,6 | 51,2 | 41,6 | 87,1 | 6,5 | 3,9 | 1,4  | 0,5 | 23,8 |
| 2023-2024  | L.A. Clippers     | 68  | 68  | 34,3 | 52,5 | 41,7 | 88,5 | 6,1 | 3,6 | 1,6  | 0,9 | 23,7 |
| 2024-2025  | L.A. Clippers     | 37  | 37  | 31,9 | 49,8 | 41,1 | 81,0 | 5,9 | 3,1 | 1,6  | 0,5 | 21,5 |
| Carriera   | Carriera          | 733 | 704 | 31,8 | 49,9 | 39,2 | 86,0 | 6,4 | 3,1 | 1,7  | 0,6 | 20,1 |
| All-Star   | All-Star          | 5   | 5   | 19,8 | 52,5 | 40,0 | -    | 5,8 | 3,8 | 1,2  | 0,2 | 15,6 |

#### Play-off
| Anno     | Squadra           | PG  | PT  | MP   | TC%  | 3P%   | TL%  | RP  | AP  | PRP  | SP  | PP   |
| -------- | ----------------- | --- | --- | ---- | ---- | ----- | ---- | --- | --- | ---- | --- | ---- |
| 2012     | San Antonio Spurs | 14  | 14  | 27,1 | 50,0 | 45,0  | 81,3 | 5,9 | 0,6 | 1,2  | 0,4 | 8,6  |
| 2013     | San Antonio Spurs | 21  | 21  | 36,9 | 54,5 | 39,0  | 63,3 | 9,0 | 1,0 | 1,8  | 0,5 | 13,5 |
| 2014†    | San Antonio Spurs | 23  | 23  | 32,0 | 51,0 | 41,9  | 73,6 | 6,7 | 1,7 | 1,7  | 0,6 | 14,3 |
| 2015     | San Antonio Spurs | 7   | 7   | 35,7 | 47,7 | 42,3  | 77,1 | 7,4 | 2,6 | 1,1  | 0,6 | 20,3 |
| 2016     | San Antonio Spurs | 10  | 10  | 33,9 | 50,0 | 43,6  | 82,4 | 6,3 | 2,8 | 2,6* | 1,4 | 22,5 |
| 2017     | San Antonio Spurs | 12  | 12  | 35,8 | 52,5 | 45,5  | 93,1 | 7,8 | 4,6 | 1,7  | 0,5 | 27,7 |
| 2019†    | Toronto Raptors   | 24  | 24  | 39,1 | 49,0 | 37,9  | 88,4 | 9,1 | 3,9 | 1,7  | 0,7 | 30,5 |
| 2020     | L.A. Clippers     | 13  | 13  | 39,3 | 48,9 | 32,9  | 86,2 | 9,3 | 5,5 | 2,3  | 0,8 | 28,2 |
| 2021     | L.A. Clippers     | 11  | 11  | 39,3 | 57,3 | 39,3  | 88,0 | 7,7 | 4,4 | 2,1  | 0,8 | 30,4 |
| 2023     | L.A. Clippers     | 2   | 2   | 40,0 | 54,5 | 60,0* | 88,2 | 6,5 | 6,0 | 2,0  | 0,5 | 34,5 |
| 2024     | L.A. Clippers     | 2   | 2   | 29,5 | 45,8 | 0,0   | 66,7 | 8,0 | 2,0 | 2,0  | 0,5 | 12,0 |
| 2025     | L.A. Clippers     | 7   | 7   | 37,9 | 53,7 | 40,5  | 77,8 | 7,6 | 4,7 | 1.1  | 0,7 | 25,0 |
| Carriera | Carriera          | 146 | 146 | 35,5 | 51,1 | 39,9  | 84,4 | 7,8 | 2,9 | 1,8  | 0,7 | 21,3 |

#### Massimi in carriera
- Massimo di punti: 45 (3 volte)[47]
- Massimo di rimbalzi: 17 vs Milwaukee Bucks (25 maggio 2019)
- Massimo di assist: 10 (3 volte)
- Massimo di palle rubate: 7 vs Golden State Warriors (5 aprile 2015)
- Massimo di stoppate: 6 vs Denver Nuggets (14 dicembre 2014)
- Massimo di minuti giocati: 52 vs Milwaukee Bucks (19 maggio 2019)

## Palmarès

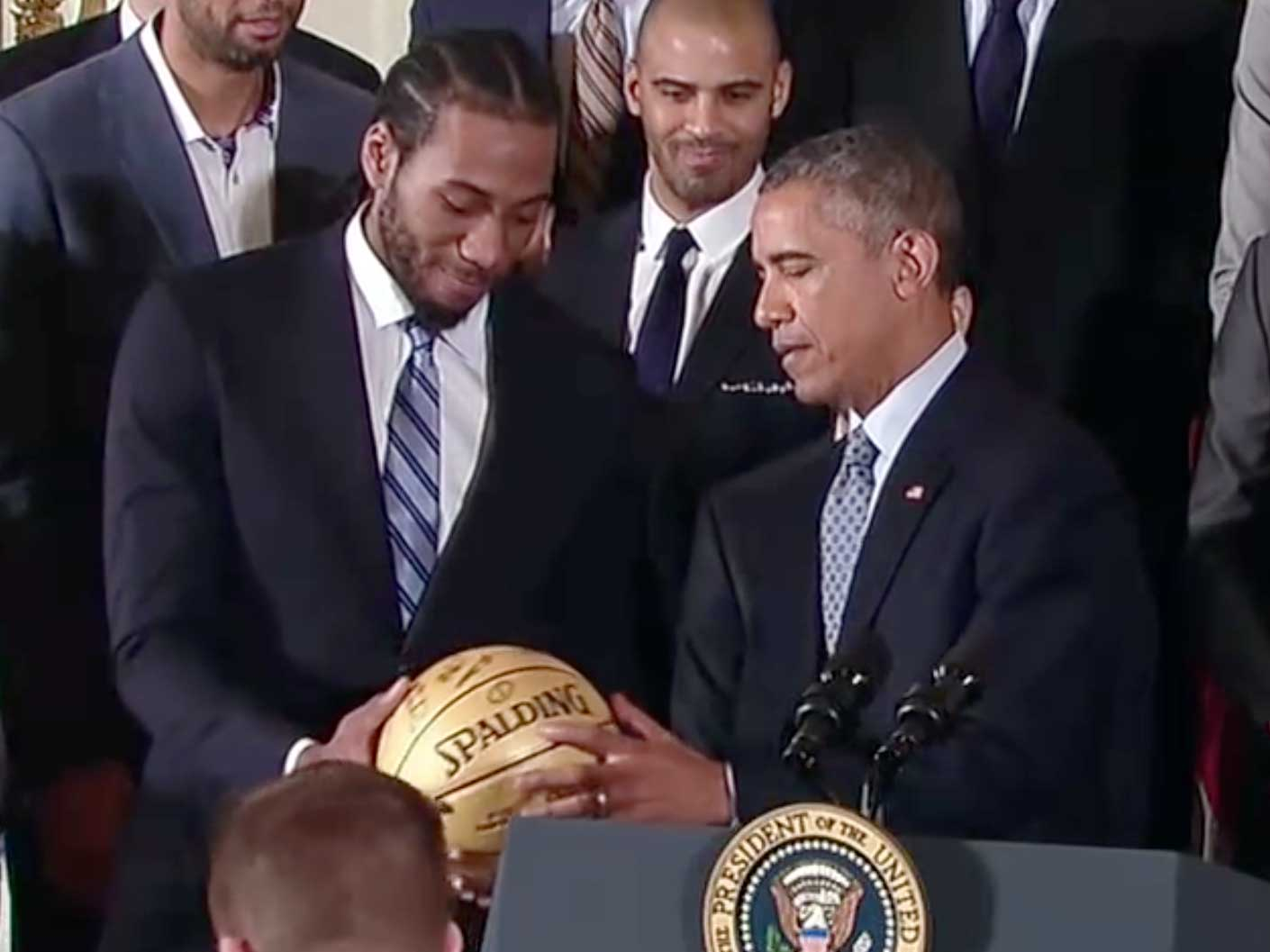
Leonard alla Casa Bianca con Barack Obama, per la vittoria del titolo NBA 2014

### NBA

#### Squadra
- Campionato NBA: 2

San Antonio Spurs: 2014
Toronto Raptors: 2019

#### Individuale
- MVP delle Finals: 2

2014, 2019
- All Star MVP: 1

2020
- NBA All-Rookie First Team (2012)
- All-NBA Team: 6

First Team: 2016, 2017, 2021
Second Team: 2019, 2020, 2024
- NBA All-Defensive Team: 7

First Team: 2015, 2016, 2017
Second Team: 2014, 2019, 2020, 2021
- NBA Defensive Player of the Year Award: 2

2015, 2016
- Migliore nelle palle rubate: (2015)
- NBA All-Star Game: 6

2016, 2017, 2019, 2020, 2021, 2024
- All-Seeding Team: 1

Second Team: 2020
- Inserito nel NBA 75th Anniversary Team

## Stipendio
| Stagione | Squadra           | Salario     |
| -------- | ----------------- | ----------- |
| 2011-12  | San Antonio Spurs | $1.731.960  |
| 2012-13  | San Antonio Spurs | $1.861.920  |
| 2013-14  | San Antonio Spurs | $1.887.840  |
| 2014-15  | San Antonio Spurs | $2.894.059  |
| 2015-16  | San Antonio Spurs | $16.500.000 |
| 2016-17  | San Antonio Spurs | $17.638.063 |
| 2017-18  | San Antonio Spurs | $18.868.625 |
| 2018-19  | Toronto Raptors   | $23.114.067 |
| 2019-20  | L.A. Clippers     | $32.742.000 |
| 2020-21  | L.A. Clippers     | $34.379.100 |
| 2021-22  | L.A. Clippers     | $39.344.900 |
| 2022-23  | L.A. Clippers     | $42.492.492 |
| 2023-24  | L.A. Clippers     | $45.640.084 |
| 2024-25  | L.A. Clippers     | $49.205.800 |
| 2025-26  | L.A. Clippers     | $50.000.000 |
| 2026-27  | L.A. Clippers     | $50.300.000 |
|          |                   |             |